# Фратешти (Арђеш)
Фратешти (рум. Frătești) насеље је у Румунији у округу Арђеш у општини Албота. Oпштина се налази на надморској висини од 354 m.

## Становништво
Према подацима из 2002. године у насељу је живело 81 становника, од којих су сви румунске националности.